# Piteälven
Der Piteälven (auch Piteälv, Pite älv oder Piteå älv) ist ein nordschwedischer Fluss, der vom Skandinavischen Gebirge in die Ostsee fließt.
Der Piteälven hat eine Länge von 400 Kilometern und entwässert ein Gebiet von 11.220 km². Er entspringt an der norwegisch-schwedischen Grenze und mündet bei Piteå in den Bottnischen Meerbusen. Die mittlere Wasserführung beträgt an der Mündung 160 m³/s. An seinem Oberlauf liegen mehrere große Seen, wie z. B. Tjeggelvas, Vuolvojaure und Labbas, und Stromschnellen, wie z. B. der Trollforsen und der 2 Kilometer lange Storforsen bei Vidsel. Der Piteälven ist einer der wenigen nordschwedischen Flüsse, die nicht mit Wasserkraftwerken ausgebaut sind.

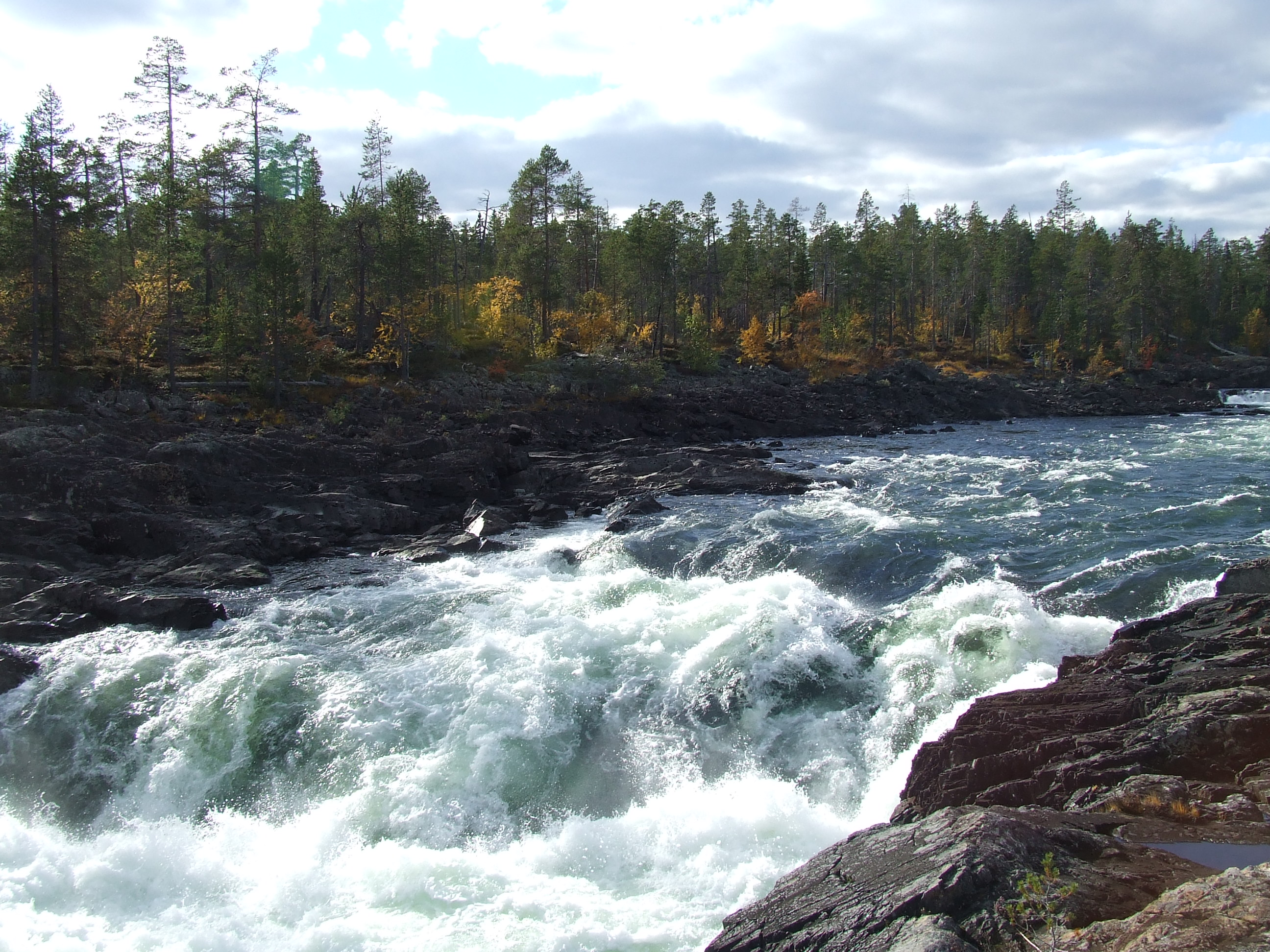
Am Trollfors
Hängebrücke am Trollfors
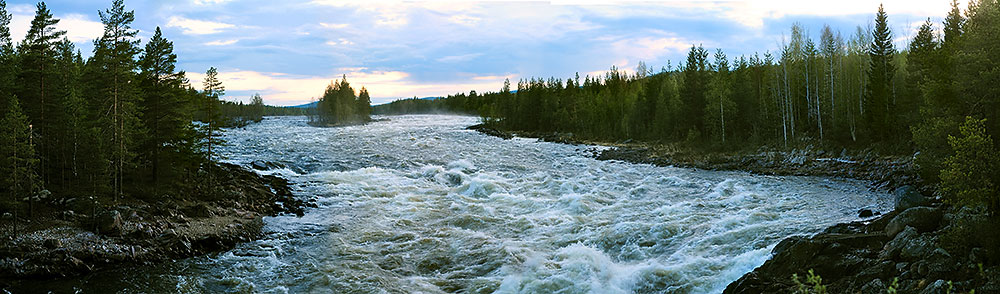
Benbryteforsen